# Lexington (Kentucky)
Lexington ist eine Stadt im Fayette County des US-Bundesstaates Kentucky. Sie ist ein Zentrum der Pferdezucht und wird als die „Pferde-Hauptstadt der Welt“ („Horse Capital of the World“) bezeichnet. Das U.S. Census Bureau hat bei der Volkszählung 2020 eine Einwohnerzahl von 322.570 ermittelt.

## Geographie
Die Stadt liegt mitten in der Bluegrass Region im Norden des Bundesstaats und ist nach Louisville flächenmäßig die zweitgrößte Stadt in Kentucky.
Fayette County (Kentucky) umfasst 733 km² und erstreckt sich fast 300 Meter über dem Meeresspiegel in leicht hügeligen Ebenen im Zentrum der inneren Bluegrass Region. Das Gebiet ist bekannt für seine Schönheit, seine fruchtbaren Böden, sein ausgezeichnetes Weideland und seine Pferdezuchtfarmen, begründet durch Poa pratensis, das Blaugras (bluegrass), das auf dem Kalkstein unter der Bodenschicht gedeiht. Zahlreiche Bäche und kleine Flüsse fließen zum Kentucky River.

## Einwohnerentwicklung
| Jahr | Einwohner¹ |
| ---- | ---------- |
| 1980 | 204.165    |
| 1990 | 225.366    |
| 2000 | 260.527    |
| 2010 | 295.803    |
| 2020 | 322.570    |

¹ 1980–2020: Volkszählungsergebnisse

## Klima
Die mittlere Jahrestemperatur beträgt in Lexington 13 °C. Jährlich fallen etwa 1200 mm Niederschlag.

## Geschichte
Lexington wurde im Jahr 1775 gegründet, 17 Jahre bevor Kentucky ein Bundesstaat der USA wurde, sodass es zu diesem Zeitpunkt noch zum Staat Virginia gehörte. Um 1820 war Lexington eine der größten und wohlhabendsten Städte westlich der Allegheny Mountains, sodass sie auf Grund ihres kultivierten Lebensstils den Spitznamen „Athen des Westens“ („Athens of the West“) erhielt.
1970 fusionierten die Stadtregierung von Lexington und die Regionalregierung des Fayette County zum Lexington-Fayette Urban County Government. Im Jahr 2010 hatte Lexington-Fayette 295.803 Einwohner.

## Wirtschaft und Industrie
Traditionell werden Pferde gezüchtet und Tabak angebaut. Das Handwerk und eine zunehmende Vielfalt neuer Produkte und Dienstleistungen tragen zu einer gesunden Wirtschaft in der Region bei.
Hauptarbeitgeber in Lexington und Umgebung sind Alltech Inc., Ashland Inc., Clark Material Handling Company, General Electric Company, GTE Products Corporation, Johnson Controls, Lexmark International, Link-Belt Construction Equipment Company, Long John Silver’s, Square D Company, Toyota Motor Manufacturing U.S.A. Inc., The Trane Company, The Valvoline Company, United Parcel Service und die University of Kentucky.

## Verkehr
Der Flughafen Blue Grass Airport (IATA: LEX, ICAO: KLEX) befindet sich sechs Kilometer westlich der Stadt im Landkreis Fayette County, KY.
Am 27. August 2006 ereignete sich um kurz nach sechs Uhr morgens (Ortszeit) ein schwerer Flugunfall beim Start einer Passagiermaschine (Delta 5191). Die Maschine vom Typ Bombardier CRJ100 raste auf Grund eines Fehlstarts in ein Waldgebiet. Das Flugzeug startete von der falschen Startbahn. Ursprünglich sollte sie von der Startbahn 22 starten. Aus ungeklärten Gründen wurde versuch, von der Startbahn 26 zu starten, die wesentlich kürzer ist. An Bord waren 47 Passagiere und drei Besatzungsmitglieder unterwegs nach Atlanta im US-Staat Georgia. Nur der Copilot konnte lebend geborgen werden, die anderen 49 Menschen starben.

## Sehenswürdigkeiten
Der pittoreske Stadtkern mit dem Mary Todd Lincoln House und dem Lexington Opera House, in dem allerdings vorzugsweise Musicals aufgeführt werden, sind als Sehenswürdigkeiten zu nennen.

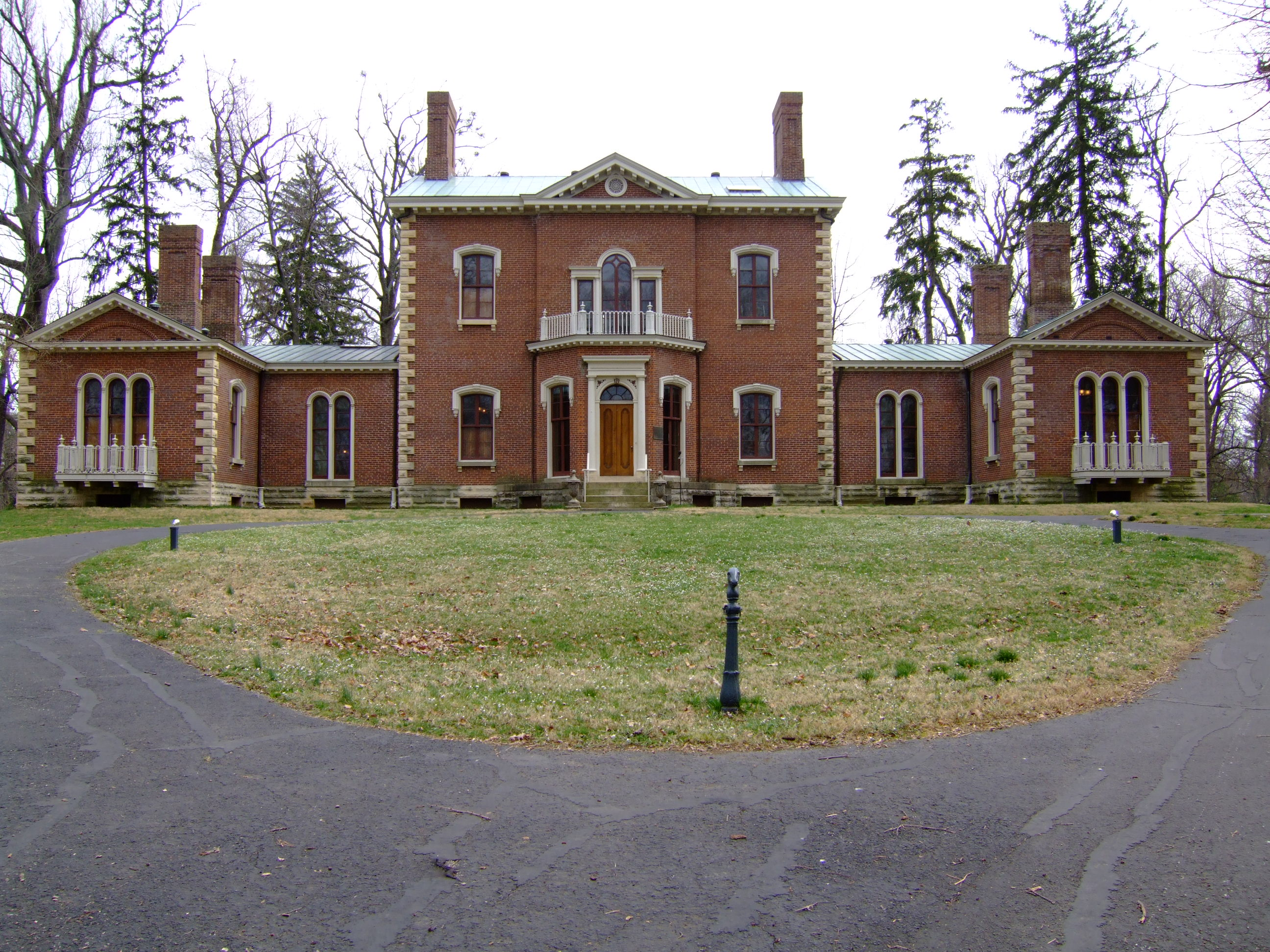
Das Anwesen Ashland ist seit Dezember 1960 als National Historic Landmark anerkannt.

164 Bauwerke und Stätten in Lexington sind im National Register of Historic Places (NRHP) eingetragen (Stand 29. September 2020), wobei der frühere Wohnsitz von Henry Clay, Ashland, die Galopprennbahn Keeneland und ein Gebäude der Transylvania University den Status eines National Historic Landmarks haben.

## Kentucky Horse Park

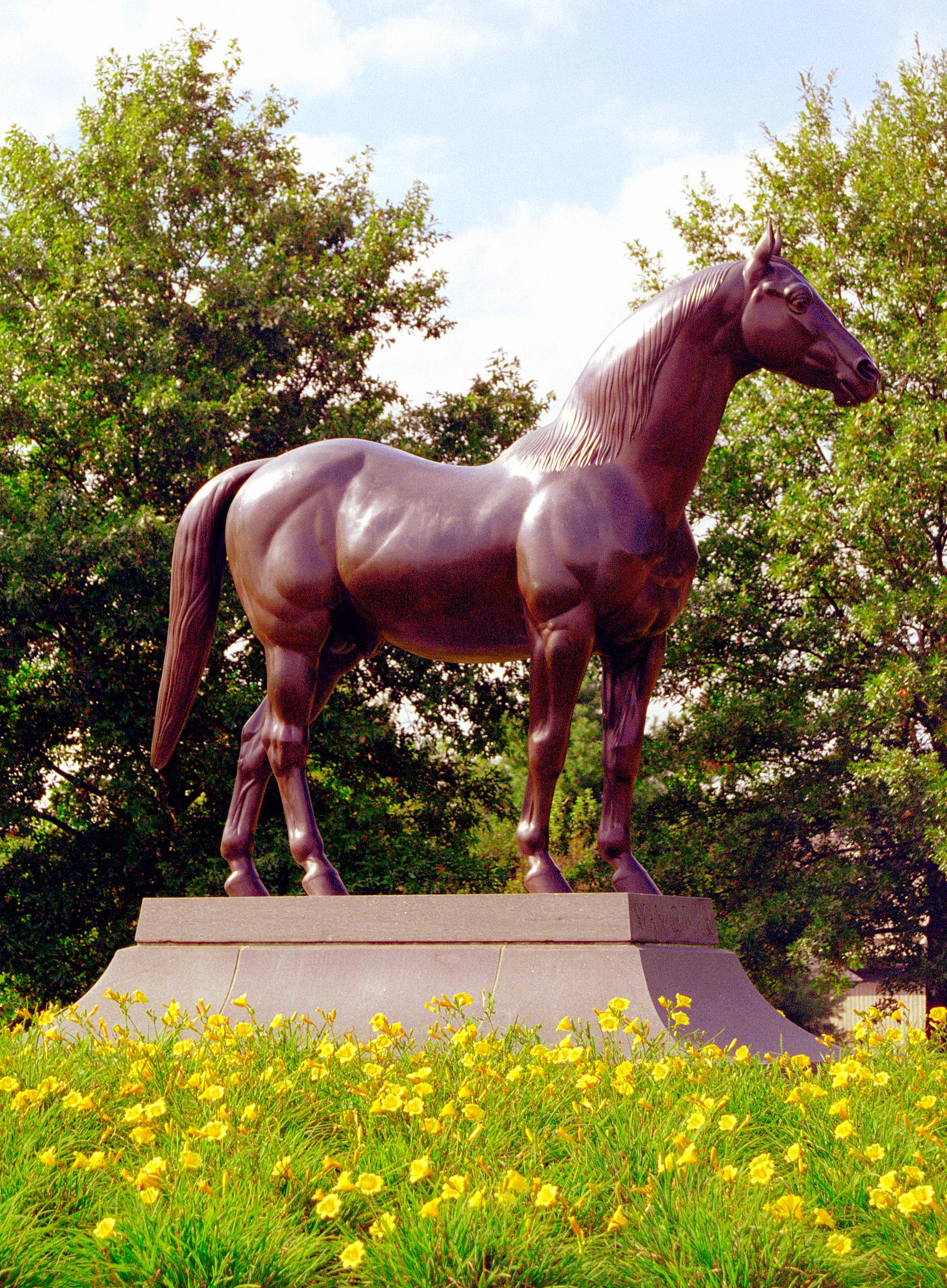
Man o’ War

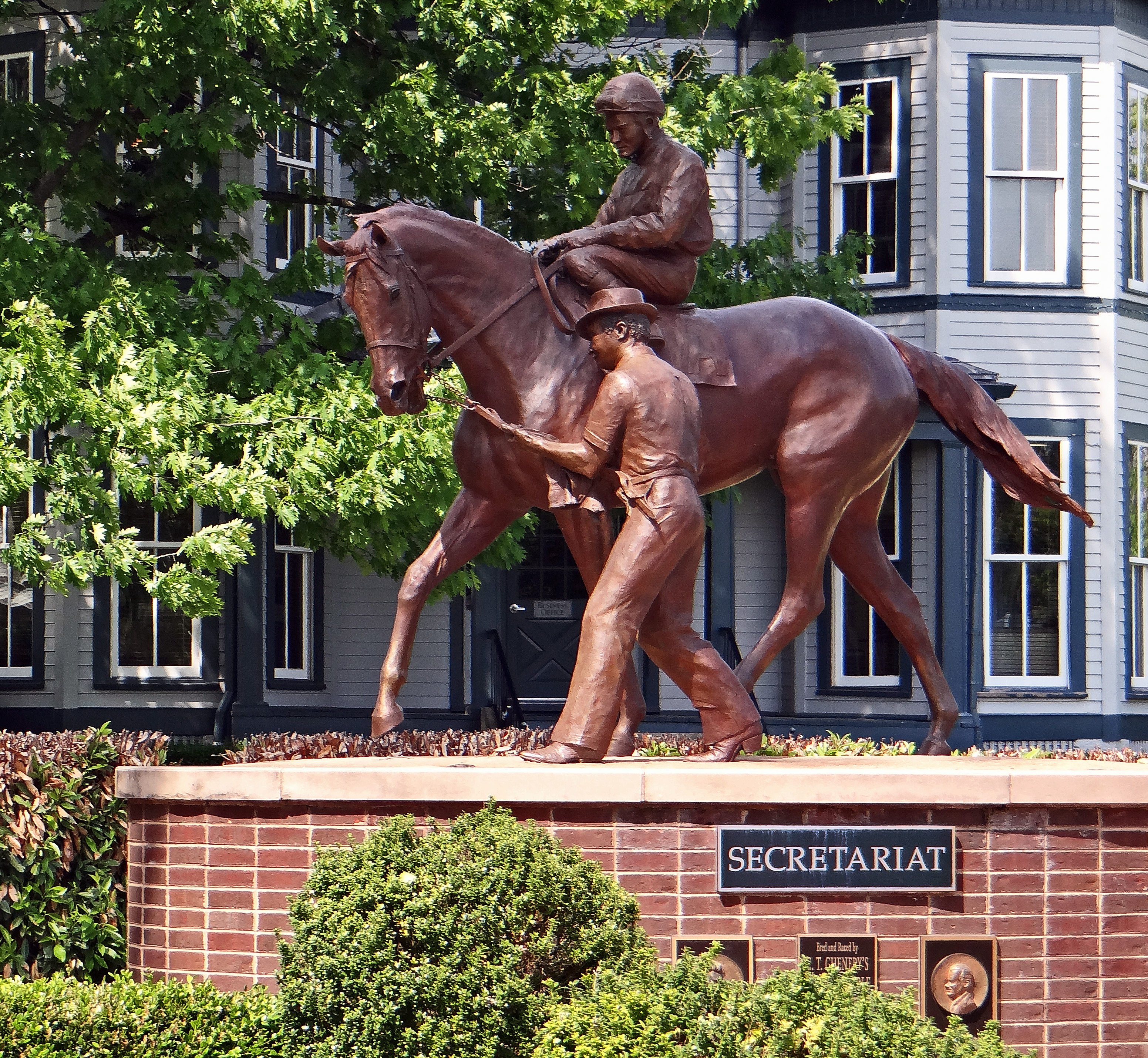
Secretariat

In Lexington befindet sich seit 1978 der Kentucky Horse Park, eine rund 5 Quadratkilometer große Reitsportanlage mit einem großen Themenpark mit Informationen, Shows und Aktivitäten rund um das Thema Pferd. Zweimal täglich wird die Show Horses of the World aufgeführt, bei der Pferde häufiger und seltener Pferderassen von rund um den Globus mit authentischen  Sattelzeug und Kostümen gezeigt werden. In dem Park finden zahlreiche weitere Veranstaltungen und Turniere statt.
Der Kentucky Horse Park war Austragungsort der Weltreiterspiele 2010. Hier finden alljährlich das Kentucky Three-Day Event statt, eines der wichtigsten Vielseitigkeitsturiniere (CCI****) weltweit.
Hier befindet sich das International Museum of the Horse mit einer Dauerausstellung zum Thema Pferd in der Geschichte und eine Wechselausstellung zu verschiedenen Themen, beispielsweise „A Gift from the Desert“ (Arabien), Imperial China und All the Queen’s Horses (Großbritannien).
Seit 1979, der Ankunft von Forego, einem großen Rennpferd, lebten im Kentucky Horse Park einige der erfolgreichsten Sportpferde, beispielsweise John Henry, Bold Forbes, Cigar, Alysheba, Funny Cide und Go For Gin. Cigar starb 2014 im Park. Neben Vollblütern lebten hier auch einige bekannte Standardbred Trabrennpferde wie Staying Together, Western Dreamer, Cam Fella, Rambling Willie und Mr. Muscleman und auch Gangpferde, wie die American-Saddlebred-Wallache CH Gypsy Supreme, CH Imperator und CH Sky Watch.
Im Kentucky Horse Park befinden sich einige Pferdeskulpturen, beispielsweise die Statue von Man o’ War nahe dem Eingang. Eine lebensgroße Statue zeigt den Triple-Crown-Gewinner von 1973 Secretariat. Auch von Bret Hanover, einem bedeutenden Trabrennpferd, gibt es eine Statue.

### National Horse Center
Im National Horse Center befinden sich die Hauptsitze von 30 nationalen und regionalen Pferdeorganisationen. Dazu gehören:
- American Association of Equine Practitioners
- American Farrier’s Association
- American Hackney Horse Society
- American Hanoverian Society
- American Saddlebred Horse Association
- Carriage Association of America
- Kentucky Horse Racing Authority
- Equestrian Events, Inc.
- United States Hunter/Jumper Association
- United States Dressage Federation
- United States Equestrian Federation
- United States Pony Clubs, Inc.

### Einrichtungen
Das Rolex Stadium hat eine Haupttribüne mit 7.338 Sitzplätzen und kann 37.000 Zuschauer fassen. Es wird für Konzerte, große Pferdesportveranstaltungen und andere Sportveranstaltungen, wie Fußball und American football.
Die Alltech Arena ist eine Veranstaltungshalle, die 8.500 Zuschauer fasst. Sie wird für Pferdesportveranstaltungen, Konzerte, Hallenfußball, Eishockey und diverse andere Sportarten genutzt.
Zu dem Park gehört das Kentucky Horse Park Arboretum.

### Veranstaltungen
Im Kentucky Horse Park finden verschiedene Veranstaltungen statt. Dazu gehören in der Vergangenheit:
- Kentucky Three-Day Event (jährlich, seit 1978)
- High Hope Steeplechase (jährlich, seit 1974)
- Southern Lights holiday festival (jährlich, seit 1993)
- National Pony Club Championships (alle 3 Jahre)
- North American Junior und Young Rider Championships (jährlich, seit 2009)
- USEF Pony Finals (jährlich, seit 2008)
- National Horse Show (jährlich, seit 2011 in der Alltech Arena)
- Ichthus Music Festival, christliches Musikfestival (jährlich, seit 2015)[8]

## Religion
Es gibt 230 Kirchen und Synagogen, die 38 Glaubensgemeinschaften repräsentieren. Darunter ist auch die Cathedral of Christ the King (Christkönigskathedrale) des römisch-katholischen Bistums Lexington. Auch die Episcopal Diocese of Lexington hat ihren Sitz in der Stadt.

## Bildung
In Lexington befinden sich die Transylvania University (private Trägerschaft, gegründet 1780) und die Universität von Kentucky (staatlich, gegründet 1865).
Weitere höhere Bildungseinrichtungen in der Region sind
Asbury College, Asbury Theological Seminary, Berea College, Centre College, Eastern Kentucky University, Georgetown College, Bluegrass Community and Technical College, Lexington Theological Seminary, National College of Business and Technology, Midway College, Sullivan College.

## Medien
Eine wichtige Tageszeitung ist der Lexington Herald-Leader. Die University Press of Kentucky ist ein in Lexington angesiedelter Universitätsverlag mit Schwerpunkt in den Human- und Sozialwissenschaften.

## Sport
Als Attraktion ist das Basketball Team der University of Kentucky zu bezeichnen. Die „Kentucky Wildcats“ holten acht NCAA-Titel in die heimische Rupp Arena mit etwa 23.000 Sitzplätzen.
Vom 25. September bis 10. Oktober 2010 wurden in Lexington die Weltreiterspiele ausgetragen. Der Kentucky Three-Day Event ist ein jährlich stattfindender Wettbewerb im Vielseitigkeitsreiten.
Auch diverse Tennisturniere werden in Lexington durchgeführt.

## Partnerstädte
- Deauville, Frankreich (seit 1957)
- County Kildare, Irland (seit 1984)
- Shinhidaka, Japan (seit 1988)
- Newmarket, Vereinigtes Königreich (seit 2003)

## Persönlichkeiten

### Söhne und Töchter der Stadt (Auswahl)
- Thomas Buck Reed (1787–1829), Politiker
- Mary Lincoln (1818–1882), Ehefrau von US-Präsident Abraham Lincoln
- John C. Breckinridge (1821–1875), 14. Vizepräsident der Vereinigten Staaten von Amerika
- George B. Duncan (1861–1950), Generalmajor der United States Army
- Preston Brown (1872–1948), Generalmajor der United States Army
- John R. Thurman (1924–2004), Generalleutnant der United States Army
- George Clooney (* 1961), Schauspieler, Drehbuchautor, Produzent und Regisseur
- Melissa McBride (* 1965), Schauspielerin
- Kevin Richardson (* 1971), Sänger und Mitglied der Boygroup Backstreet Boys
- Michael Shannon (* 1974), Schauspieler
- Brian Littrell (* 1975), Sänger und Mitglied der Boygroup Backstreet Boys
- Tinashe (* 1993), Schauspielerin, Sängerin und Tänzerin
- Grace Victoria Cox (* 1995), Filmschauspielerin

### Persönlichkeiten mit Bezug zur Stadt
- Moritz August Rust (19.–19. Jh.), österreichisch-amerikanischer Mediziner, wirkte um 1853 als praktischer Arzt in Lexington
- Jackson Whipps Showalter (1860–1935), Schachspieler
- Ralph Kercheval (1911–2010), Footballspieler (in Lexington gewirkt)
- Larry Laudan (1941–2022), Wissenschaftstheoretiker, lebte und starb in Lexington
- Scott Hoffman (* 1961), Musiker, Mitglied der Band Scissor Sisters
- Bryson Tiller (* 1993), Musiker